# Zagojiči
Zagojiči so naselje v Občini Gorišnica.